# María José Blanes Martínez
María José Blanes Martínez (Elda, 28 de febrer de 1985), més coneguda com Pepa Blanes, és una periodista valenciana de premsa escrita i ràdio.
Va estudiar Batxillerat a l'IES Azorín de Petrer. És llicenciada en Periodisme per la Universitat Complutense de Madrid. Ha treballat a Información, Europa Press i Movistar+. Va ser subdirectora del programa La Script a Cadena SER, on és cap de cultura des de 2019 i directora del programa El Cine en la Ser. També va ser subdirectora del programa Ver-Mú a Movistar+. És investigadora a la Universitat Complutense de Madrid en procés de realitzar el doctorat sobre periodisme, comunicació, xarxes socials i narratives en cinema i televisió.

## Obra publicada
- Abre los ojos. Fuera de Ruta, 2021. ISBN 9788494789755.